# Джаспър (окръг, Джорджия)
Окръг Джаспър (на английски: Jasper County) е окръг в щата Джорджия, Съединени американски щати. Площта му е 969 km², а населението - 13 624 души. Административен център е град Монтисело.